# Édouard Louis
Édouard Louis, vlastním jménem Eddy Bellegueule (* 30. října 1992 Hallencourt), je současný francouzský spisovatel.
Většina jeho tvorby je autobiografická. Mezi témata, o kterých se svých dílech píše, patří chudoba, rasismus, alkoholismus a homosexualita. Své knihy podle svých slov využívá k tomu, aby „podal svědectví o politice, o společnosti“.

## Osobní život
Narodil se v Hallencourtu na severu Francie, kam následně umístil i děje svých knih. Vyrůstal v chudé rodině závislé na sociálních dávkách. Jeho otec pracoval jako dělník, dokud neutrpěl pracovní úraz, po němž zůstal upoután na lůžko. Jeho matka příležitostně pracovala koupáním seniorů. V dětství se setkal s odmítáním ze strany svých vrstevníků z důvodu, že je gay.
V roce 2011 byl přijat na dvě nejprestižnější vysoké školy ve Francii – École Normale Supérieure a École des hautes études en sciences sociales, kde studoval sociologii. Během studií na něj měl velký vliv spisovatel a filozof Didier Eribon.
V 2013 si oficiálně změnil jméno na Édouard Louis.

## Dílo
- 2014 – En finir avec Eddy Bellegueule (Skoncovat s Eddym B.), česky 2018 (Paseka, ISBN 978-80-7432-869-5)
- 2016 – Histoire de la violence  (Dějiny násilí), česky 2019 (Paseka, ISBN 978-80-7432-969-2),
- 2018 – Qui a tué mon père (Kdo zabil mého otce), česky 2021 (Paseka, ISBN 978-80-7637-220-7)
- 2021 – Combats et métamorphoses d'une femme (Boje a proměny jedné ženy), česky 2022 (Paseka, ISBN 978-80-7637-290-0)
- 2021 – Changer: methode (Jak se stát jiným), česky 2023 (Paseka, ISBN 978-80-7637-363-1)